# Berkeley (Missouri)
Berkeley és una població dels Estats Units a l'estat de Missouri. Segons el cens del 2000 tenia 10.063 habitants.

## Demografia
Segons el cens del 2000, Berkeley tenia 10.063 habitants, 3.600 habitatges, i 2.588 famílies. La densitat de població era de 788,1 habitants per km².
Dels 3.600 habitatges en un 37,3% hi vivien nens de menys de 18 anys, en un 32,2% hi vivien parelles casades, en un 33,8% dones solteres, i en un 28,1% no eren unitats familiars. En el 23,9% dels habitatges hi vivien persones soles el 7,8% de les quals corresponia a persones de 65 anys o més que vivien soles. El nombre mitjà de persones vivint en cada habitatge era de 2,76 i el nombre mitjà de persones que vivien en cada família era de 3,25.
Per edats la població es repartia de la següent manera: un 32,2% tenia menys de 18 anys, un 9,3% entre 18 i 24, un 27,8% entre 25 i 44, un 19,8% de 45 a 60 i un 11% 65 anys o més.
L'edat mediana era de 31 anys. Per cada 100 dones de 18 o més anys hi havia 74,9 homes.
La renda mediana per habitatge era de 32.219 $ i la renda mediana per família de 34.148 $. Els homes tenien una renda mediana de 29.511 $ mentre que les dones 24.338 $. La renda per capita de la població era de 13.788 $. Entorn del 17% de les famílies i el 19,3% de la població estaven per davall del llindar de pobresa.

## Poblacions més properes
El següent diagrama mostra les poblacions més properes.